# Pražská škola ukrajinských emigrantských básníků
Pražská básnická škola je souhrnný název pro početnou skupinu ukrajinských básníků, žijících a tvořících v meziválečném Československu. Za nejvýraznější osobnosti PBŠ jsou považováni Oleh Olžyč, Olena Teliha a Jevhen Malanjuk.

## Úvod
Po zániku Ukrajinské lidové republiky (1917–1919) a anexi většiny území Ukrajiny k SSSR ve 20. létech 20. století došlo k emigraci mnoha intelektuálů, jejichž ideologická a morálně-estetická kritéria byla neslučitelná s bolševickou totalitou, do zemí střední a západní Evropy. Vedle Polska, Německa a Francie to bylo především meziválečné Československo, v jehož demokratickém a snášenlivém klimatu našla azyl řada ukrajinských básníků. Při československém ministerstvu zahraničí byl zřízen fond pomoci, ze kterého byla financována činnost exilových institucí. O jeho zřízení se osobně zasloužil první československý prezident T.G. Masaryk. Tato Masarykova finanční pomoc sehrála důležitou úlohu v rozvoji ukrajinské kultury.

## Ukrajinské vzdělávací instituce v meziválečném Československu
Už v roce 1921 byla z Vídně do Prahy přestěhována Ukrajinská svobodná univerzita (od konce 2. světové války sídlí v Mnichově). Následovaly další naučné a vzdělávací instituce. V roce 1922 byla v Poděbradech založená Ukrajinská hospodářská akademie, o rok později Ukrajinské studio výtvarných umění a Ukrajinský pedagogický institut Mychajla Drahomanova (1923) a v roce 1926 Ukrajinské gymnázium v Řevnici. Dalším místem vzdělávaní a působení mladých ukrajinských básníků byla Filosofická fakulta UK. Studovali zde Andrij Harasevyč (slavistika), Ivan Kolos (bohemistika – ukrajinistika), Oksana Ljaturynska, Oleksa Stefanovyč a Oleh Olžyč (archeologie).

## Boj za národní a individuální svobodu
Literární badatelé, zkoumající ukrajinskou básnickou školu v Praze, poukazují na její izolovanost, na nedostatek kontaktů s českými umělci (jako výjimka, potvrzující pravidlo se zpravidla uvádí literární styky Jevhena Malanjuka s J.S. Macharem). Jednou z příčin této izolovanosti mohla být zcela opačná politická orientace českých a ukrajinských básníků. Českoslovenští meziváleční literáti tíhli vesměs k levici a nacionální idea, opěvovaná Ukrajinci, nemohla být pro ně přitažlivou. Celá řada ukrajinských básníků působila v Organizaci ukrajinských nacionalistů (Irljavskyj, Teliha, Malanjuk,…). Oleh Olžyč byl dokonce ideologickým vůdcem OUN. Za svého duchovního otce si tato mladá generace básníků zvolila Dmytra Doncova.

## Poetika pražské básnické školy
Romantická nálada boje za národní osvobození se odráží v poezii pražské básnické školy. Základními rysy tvorby byly motivy boje, monumentální hrdinství, dovolávaní se slavné minulosti, odkazy na folklór, archaickou společnost a slovanské (ale také řecké a germánské) pohanství. Forma básní zůstávala konzervativní: vázané verše, pravidelný rytmus, příznačná pro neoklasiky a neoromantiky absence formálního experimentu. Poměrně časté je využití sonetů. Verše jsou místy zvukomalebné.

## Závěr
Z různých důvodů se díla jednotlivých básníků omezila pouze na několik málo sbírek. V mnoha případech to byla předčasná smrt. Leonid Mosendz (1897–1948), Maksym Hryva (1893–1931) a Jurij Darahan (1894–1926) zemřeli na tuberkulózu. Andrij Harasevyč (1917–1947) doplatil na svůj koníček – horolezectví, Ivan Irljavskyj (1919–1942), Olena Teliha (1907–1942) a Oleh Olžyč (1907–1944) zase na svou politickou angažovanost – byli brutálně popravení německými nacisty. Někteří zemřeli v osamocení, odtržení od své vlasti, někdy i rodiny (Halja Mazurenko (1901–1998), Oksana Ljaturynska (1902–1970), Jevhen Malanjuk (1897–1968), v nuzných poměrech v útulcích pro přestárlé (Oleksa Stefanovyč (1899–1970).
Význam pražské školy ukrajinských emigrantských básníků pro vývoj ukrajinské kultury je nesporný.

## Autoři
- Jurij Darahan (1894-1926)
- Andrij Harasevyč 1917-1947)
- Maksym Hryva (1893-1931)
- Ivan Iljavskyj (1919-1942)
- Ivan Kolos (1911-1993)
- Jurij Klen (1891-1947)
- Oksana Ljaturynska (1902-1970)
- Jevhen Malanjuk (1897-1968)
- Halja Mazurenko (1901-1998)
- Leonid Mosendz (1897-1948)
- Oleh Olžyč (1907-1944)
- Oleksa Stefanovyč (1899-1970)
- Olena Teliha (1907-1942)